# روان‌کاوی رابطه‌ای
روانکاوی رابطه‌ای (انگلیسی: Relational psychoanalysis) یک مکتب روانکاوی در ایالات متحده است که بر نقش روابط واقعی و خیالی با دیگران در اختلالات روانی و روان‌درمانی تأکید دارد. «روانکاوی رابطه‌ای» یک مکتب نسبتاً جدید و در حال تکامل در روانکاوی است که توسط بنیان‌گذاران آن به عنوان نمایانگر یک «تغییر پارادایم» در روانکاوی در نظر گرفته شده است.
روانکاوی رابطه‌ای در دهه 1980 تلاشی بود برای ادغام روانکاوی بین فردی (با تأکید بر کاوش دقیق تعاملات بین‌فردی) و ایده‌های نظریه رابطه اشیاء بریتانیا در مورد اهمیت روان‌شناختی روابط درونی‌شده با افراد دیگر آغاز شد. رابطه‌گرایان استدلال می‌کنند که شخصیت از ماتریس روابط اولیه شکل‌گیری با والدین و دیگر شخصیت‌ها پدید می‌آید. از نظر فلسفی، روان‌کاوی رابطه‌ای با برساخت‌گرایی اجتماعی پیوند نزدیکی دارد.
یک تفاوت مهم بین نظریه رابطه و تفکر روان‌کاوانه سنتی در نظریه انگیزش آن است که «به‌جای انگیزه‌های غریزی اهمیت اولیه را به روابط بین‌فردی واقعی می‌دهد». نظریه فرویدی، با چند استثنا، پیشنهاد می‌کند که انسان‌ها با انگیزه‌های جنسی و پرخاشگرانه برانگیخته می‌شوند. این محرک‌ها ریشه بیولوژیکی و ذاتی دارند و با تجربه شکل نمی‌گیرند.
از سوی دیگر رابطه‌گرایان استدلال می‌کنند که انگیزه اولیه روان این است که در روابط با دیگران باشد. در نتیجه روابط اولیه، معمولاً با مراقبین اولیه، انتظارات فرد را در مورد روشی که نیازهایش برآورده می‌شود، شکل می‌دهد. بنابراین، امیال را نمی‌توان از زمینه‌های رابطه‌ای که در آن پدید می‌آید جدا کرد؛ انگیزه توسط تعامل سیستمی یک فرد و دنیای ارتباطی او تعیین می‌شود. افراد سعی می‌کنند این روابط آموخته‌شده اولیه را در روابط مستمری که ممکن است هیچ ربطی با آن روابط اولیه نداشته باشند، دوباره ایجاد کنند. این بازآفرینی الگوهای رابطه‌ای در خدمت برآوردن نیازهای افراد به گونه‌ای است که با آن‌چه در دوران نوزادی آموخته‌اند مطابقت داشته باشد. این بازآفرینی را تصدیق می‌نامند.